# فيودر الثالث

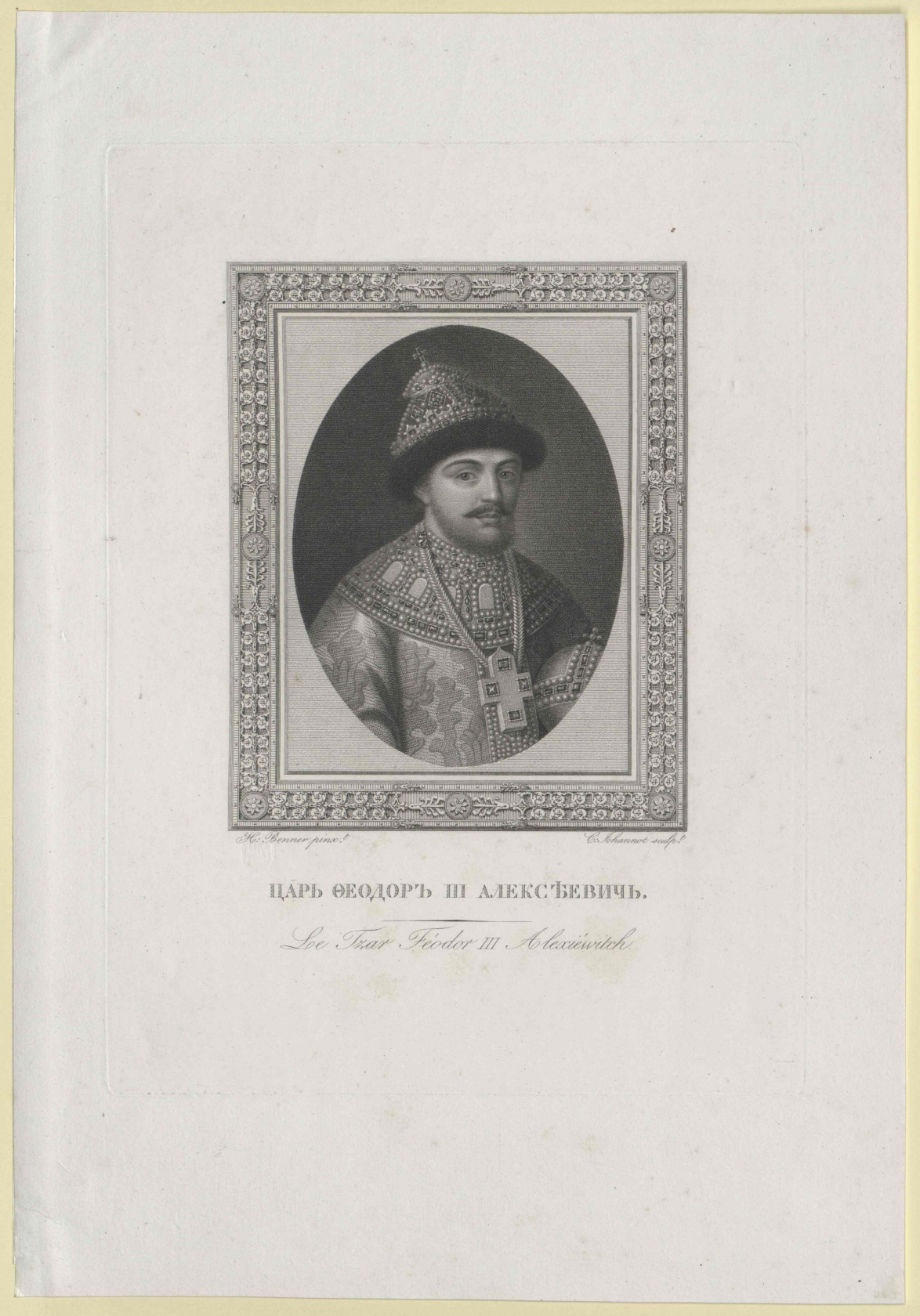
فيودر الثالث

القيصر فيودر أليكسيافيش (9 يونيو 1661- 7 مايو 1682) إمبراطور روسيا الثالث وحاكمها من 1676 وحتى وفاته.تولى الحكم خلفا لوالده المتوفى القيصر أليكس الأول، والدته ماريا ميلوسلافكيا. وهو حفيد القيصر ميخايل رومانوف ، أعلن وريثا رسميا للعرش وهو في عمر الثانية عشر سنة 1674, تلقى فيودر تعليما رفيعا فكان فصيحا ذرب اللسان وكان يكتب الشعر ويجيد اللاتينية بطلاقة، لكنه كان معتل البدن وضعيف الشخصية فلم يكن قادرا على الحكم باستقلال، حيث تركزت مناطق السلطة في يدي أخواله بويرات آل ميلوسلافسكي.
واصل فيودر الإصلاحات التي بدأها أبوه وجده في نظام الجيش لكن أهم ما شهدته حقبته كان إيقاف المد العثماني في أوكرانيا، دفن في كاتدرائية الملائكة بالكرملين وخلفه أخيه القيصر ايفان الخامس مشاركة مع أخيه القيصر بطرس الأكبر أو (بيتر الأول).